# Andirobine
Andirobine is een organische verbinding die wordt ingedeeld bij de meliacinen en als dusdanig bij de triterpenoïden.
De stof komt voor in olie die gewonnen wordt uit zaden van bomen uit het geslacht Carapa, waaronder de krappa. De stof is genoemd naar de Braziliaanse naam van deze boom, andiroba. Andirobine wordt in verband gebracht met de medicinale eigenschappen van de krappaolie.
De stof komt ook voor in de mangrove Xylocarpus moluccensis. Kleine hoeveelheden andirobine kunnen gesynthetiseerd worden vanuit 7-oxo-7-deacetoxygedunine.